# Hulsita
La hulsita és un mineral de la classe dels borats, que pertany al grup de la pinakiolita. Rep el seu nom en honor del nord-americà Alfred Hulse Brooks (1871-1924), cap de geologia a Alaska del Servei Geològic dels Estats Units entre els anys 1903 i 1924.

## Característiques
La hulsita és un borat de fórmula química Fe2+
2Fe3+O₂BO₃. Cristal·litza en el sistema monoclínic. La seva duresa a l'escala de Mohs és 3. És l'anàleg amb Fe2+ de la magnesiohulsita.
Segons la classificació de Nickel-Strunz, la hulsita pertany a «06.AB: borats amb anions addicionals; 1(D) + OH, etc.» juntament amb els següents minerals: hambergita, berborita, jeremejevita, warwickita, yuanfuliïta, karlita, azoproïta, bonaccordita, fredrikssonita, ludwigita, vonsenita, pinakiolita, blatterita, chestermanita, ortopinakiolita, takeuchiïta, magnesiohulsita, aluminomagnesiohulsita, fluoborita, hidroxilborita, shabynita, wightmanita, gaudefroyita, sakhaïta, harkerita, pertsevita-(F), pertsevita-(OH), jacquesdietrichita i painita.

## Formació i jaciments
Va ser descoberta al mont Brooks, a la península de Seward, a Nome Borough, Alaska (Estats Units), on sol trobar-se associada a altres minerals com: vesuvianita, magnetita, diòpsid i membres del grup estructural del granat. També ha estat desccrita a diverses localitats de la Xina, Rússia, Austràlia i la República Txeca.